# أنا عماري
أنا عماري ‏ شخصية خيالية من شخصيات أوفرواتش.